# Törntyranner
Törntyranner (Agriornis) är släkte i familjen tyranner inom ordningen tättingar. Släktet omfattar fem arter som alla enbart förekommer i Sydamerika:
- Svartnäbbad törntyrann (A. montanus)
- Vitstjärtad törntyrann (A. albicauda)
- Större törntyrann (A. lividus)
- Gråbukig törntyrann (A. micropterus)
- Mindre törntyrann (A. murinus)